# 吉奥索法特·巴尔巴罗
吉奥索法特·巴尔巴罗（義大利語：Giosafat Barbaro，1413年—1494年），文艺复兴时期欧洲威尼斯商人。曾在俄罗斯和高加索地区经商15年。随后，他被任命为威尼斯共和国派驻波斯的使节，在那儿待了四年时间。因此，他集文艺复兴时期商人与外交家两种类型的旅行者于一身。